# José Pascual López Cortón
José Pascual López Cortón, nacido en Cedeira en 1817 y fallecido en La La Coruña el 15 de enero de 1878, fue un comerciante, escritor y mecenas gallego.

## Trayectoria
Era nieto de Manuel Cortón y Neira, militar que había participado en la guerra de independencia contra los franceses. Al fallecer el padre, José Luis López, con doce años de edad emigra a Puerto Rico, donde vivió en la casa de un tío e hizo fortuna, probablemente con la compra-venta de esclavos negros. De vuelta, se casó con la compostelana Julia Viqueira y reedificó un pazo en San Fiz de Vixoi, Bergondo.
Por demanda de Benito Vicetto, organizó los Juegos Florales de La Coruña, los primeros Juegos Florales de Galicia, en 2 de julio de 1861, y encargó a Antonio de la Iglesia la elaboración del Álbum de la Caridad, que recogió los trabajos de esos juegos así como otros de otros autores gallegos del momento y seis composiciones del propio López Cortón. Los beneficios de la venta de los ejemplares de esta publicación se destinaron al hospicio provincial, por mediación de su presidenta, Juana de Vega.
López Cortón fue uno de los primeros promotores de la Institución Libre de Enseñanza en Galicia.
Tuvo tres hijos: Carmen (que casará en 1893 con Manuel Bartolomé Cossío), Luisa (que será madre de Xoán Vicente Viqueira) y José (ingeniero).

## Obra
- A Galicia, cuando partí para América, firmado "Jose Pascual Lopez Corton Puerto-Rico 30 de agosto de 1839", La Coruña, imp. de Puga, 1860.[8]
- A la señorita doña María de Jesús Natividad Blume y Othon en sus días, firmado "Puerto-Rico 25 de diciembre de 1846 Jose Pascual Lopez Corton". La Coruña, imp. de Puga, 1860.[9]
- "A mi prima la señorita Doña Carolina Corton y Abreu, en su convalecencia de una grave enfermedad", La Coruña, imp. de Puga, 1861.[10]
- Álbum de la Caridad. Juegos florales de La Coruña en 1861 seguido de un mosaico poético de nuestros vates gallegos contemporáneos, 1862.
- Cantares políticos, por el ciudadano J.P.L.C., Madrid, Imprenta de Santos Larxé, 1873.[11]

## Reconocimientos
La Real Academia Gallega le hizo un homenaje en el Cementerio de San Amaro en el centenario de la muerte y, desde 2009, una calle de La Coruña lleva su nombre.